# Jonas Lohse
Jonas Lohse (geboren 1970) ist ein deutscher Autor, Grafiker und Jazzmusiker (Kontrabass, Gitarre).

## Leben und Wirken
Lohse wuchs in Bensheim an der hessischen Bergstraße auf. Als Kind lernte er zunächst Gitarre und Posaune und entdeckte als Jugendlicher den Jazz und den Kontrabass, der zu seinem Hauptinstrument wurde. In Jazzgitarre und Improvisation wurde er von Jochen und Werner Pöhlert unterrichtet. Als Kontrabassist war er Preisträger bei Jugend jazzt. Unter anderem arbeitete er mit Sebastian Gramss Kontrabassorchester Bassmasse, auf dessen erstem Album er auch zu hören ist, und trat mit Bertino Rodmanns Coeur du Bois und Lulo Reinhardt, mit Jonas & his Jivin’ Five sowie mit Corinna Danzer, Martin Lejeune und Thomas Cremer auf. Überdies war er als Hausbassist bei den Jam-Sessions im Frankfurter Jazzkeller tätig.
Lohse betreibt außerdem ein Spezialgeschäft für Kontrabässe und Reparaturen. 2018 veröffentlichte er „Das Kontrabass-Buch“, das 2020 in zweiter Auflage erschien. Als Grafiker und Autor arbeitet er regelmäßig für das Stadtmagazin Journal Frankfurt. Er lebt in Friedberg (Hessen).

## Bücher
- Das Kontrabass-Buch – 400 Jahre tiefe Töne, Friedberg 2020, (2. Auflage), ISBN 978-3-9822602-0-4; auch auf Englisch[6] und Französisch[7]
- Double Bass Fingerboard Chart & Cheat Sheet, Grifftabelle für Kontrabass, Friedberg 2018, ISMN 979-0-000-00221-0
- Grifftabelle für Jazzgitarre, Friedberg 2020, ISMN 979-0-000-00229-6
- Double Bass Fingerboard & Timeline Chart (Kontrabass-Grifftabelle als Poster), Friedberg 2015